# Epsilon Hydri
Désignations
Epsilon Hydri (ε Hydri / ε Hyi) est une étoile de la constellation la constellation australe de l'Hydre mâle, distante d'environ ∼ 152 a.l. (∼ 46,6 pc) de la Terre. Elle est visible à l'œil nu comme une étoile bleutée d'une magnitude apparente de 4,10.

## Environnement stellaire
Epsilon Hydri présente une parallaxe de 21,48 ± 0,09 mas mesurée par le satellite Hipparcos, ce qui permet d'en déduire qu'elle est distante de 151,8 ± 0,6 a.l. (∼ 46,5 pc) de la Terre. Elle s'éloigne du système solaire à une vitesse radiale héliocentrique de +13,6 km/s.
L'étoile est membre de l'association Toucan-Horloge. Il s'agit d'une association d'étoiles qui partagent un mouvement propre commun à travers l'espace.

## Propriétés
Epsilon Hydri est une étoile bleu-blanc de la séquence principale de type spectral B9 Va, ce qui signifie qu'elle génère son énergie par la fusion de l'hydrogène de son noyau en hélium. Il s'agit d'une jeune étoile âgée de 133 millions d'années seulement. Elle tourne sur elle-même à une vitesse de rotation projetée de 96 km/s, ce qui donne à l'étoile une forme forme légèrement aplatie avec un rayon équatorial qu'on estime être 5 % plus grand que son rayon polaire. Epsilon Hydri a une masse qui est estimée être 2,64 fois supérieure à la masse solaire et son rayon est 2,2 fois plus grand que le rayon solaire. Sa luminosité est 60 fois supérieure à celle du Soleil et sa température de surface est d'environ 10 970 K.